# Ciclone Dineo
O ciclone tropical Dineo foi um dos ciclones tropicais mais mortais já registados no Sudoeste do Oceano Índico e no Hemisfério Sul como um todo. Foi o primeiro ciclone tropical a atingir Moçambique desde o ciclone Jokwe em 2008.

## História meteorológica
As origens do Dineo podem ser rastreadas até um conjunto de tempestades que se organizaram em uma área de baixa pressão no Canal de Moçambique em 11 de fevereiro. Nos dois dias seguintes, o sistema gradualmente derivou em uma pista geralmente ao sul, à medida que ganhou intensidade e levou o JTWC a emitir um TCFA. Em 13 de fevereiro, o RSMC La Réunion declarou que um distúrbio tropical havia se formado na área e começou a emitir avisos. Localizada em um ambiente muito favorável, a depressão aumentou rapidamente de intensidade e tanto o RSMC quanto o JTWC notaram ventos de pelo menos 65 km/h (40 mph) mais tarde naquele dia, com o RSMC posteriormente nomeando a tempestade Dineo.

## Impacto
Dineo atingiu Moçambique em 15 de fevereiro como um ciclone tropical, trazendo chuvas torrenciais e ventos prejudiciais. Dineo foi o primeiro ciclone tropical a atingir Moçambique desde o ciclone Jokwe em 2008. As estimativas derivadas de satélite indicaram até 200 mm de chuva caiu em Inhambane. Pelo menos sete pessoas foram mortas em todo o país, incluindo uma criança esmagada por uma árvore caída em Massinga. Estima-se que 20.000 casas foram destruídas e aproximadamente 130.000 pessoas foram diretamente afetadas. Inundações generalizadas ocorreram no Zimbabwe, com Mutare, Chiredzi e Beitbridge particularmente atingidas. pelo menos 271 pessoas foram mortas pela tempestade e os danos ultrapassaram US$ 200 milhão. Os restos da tempestade provocaram inundações destrutivas no Botswana.  No mês seguinte à tempestade, um surto de cólera em Moçambique e Malawi infectou mais de 1.200 pessoas e ceifou 2 vidas.